# Esquilino
Esquilino – rione, jedno z dwudziestu dwóch rioni Rzymu, tradycyjnych jednostek podziału administracyjnego miasta, dotyczącego części wewnątrz murów aureliańskich (z niewielkimi wyjątkami). Stanowi część gminy Municipio Roma I.
Współcześnie Esquilino ma powierzchnię 1,58 km², a w 2015 zamieszkiwało je 22 748 mieszkańców.
Historyczny numer dzielnicy to R. XV.